# Dareiosz-festő
A Dareiosz-festő az i. e. 4. század közepén Dél-Itáliában, Apuliában alkotó görög vázafestő volt. Pontos születési és halálozási dátuma nem ismert és mivel nem szignálta alkotásait, neve sem maradt ránk.
A Dareiosz-festő munkássága domináns hatással volt az egész apuliai vázafestészet későbbi történetére. Ő volt az első a kései apuliai alkotók közül aki a végsőkig kihasználta az igazán nagyméretű, időnként egy méternél is magasabb vázák által nyújtott lehetőségeket. Az általa bevezetett kompozíciók jelentősen befolyásolták az összes utána következő festő képeit.
Mitológiai témájú alkotásait korábban sosem látott grandiózus stílusban festette meg.
Úgy tűnik a Dareiosz-festő és közvetlen elődei jól ismerték a görög irodalmi alkotásokat és a mitológiát, alkotásaik legnagyobb erényei közé tartozik a történetek gesztusokon, a szereplők testtartásán és arckifejezésén keresztüli szuggesztív megjelenítése.
A Dareiosz-festő számos más vázán nem előforduló mítoszt is megjelenített és időnként olyan legendákból vett képeket is festett amiket tragédiaírók, különösen Euripidész is felhasználtak műveikhez. Vázáin tragikus és komikus maszkok is megjelennek főleg Dionüszoszhoz köthető képein. 
Egyes alkotásain felismerhető az egykorú érdeklődés Nagy Sándor perzsiai hadjárata iránt is (i. e. 4. század utolsó harmada). A képeken a Dareiosz perzsa uralkodót nem csata közben ábrázolja hanem például tanácsadói körében a trónján ülve. A trónon ülő uralkodó képéről nevezték el Dareiosz-festőnek, egy voluta-kratéren látható a nápolyi régészeti múzeumban. 
Kevésbé érdeklődött a temetési témák iránt, időnként megjelennek vázái hátoldalán de szinte sosem az előoldalukon. Néhány edényt esküvőre készülő nőalakkal és Erósszal díszített, leginkább pelikéket. Úgy tűnik az esküvői jelenettel díszített pelikék népszerűek voltak a vevők körében mivel a festő számos követője készített hasonló ábrázolásokat.
Nagyobb vázáin az alakokat sokszor feliratok azonosítják. Karrierje során másodlagos díszítőelemei egyre bonyolultabbá váltak kihasználva a nagyméretű festhető felületeket. Gyakran építészeti elemeket is felhasznált ilyen díszítőelemnek és egymással éles kontrasztot alkotó színekkel festett meg őket. A vázák nyakán és vállán korábban látott növényi díszítésen gyakorlatilag nem változtatott, viszont egyre gyakrabban jelennek meg az edények egyes részeit elválasztó sávokon. A sávok esetenként állatfrízek is állhattak.

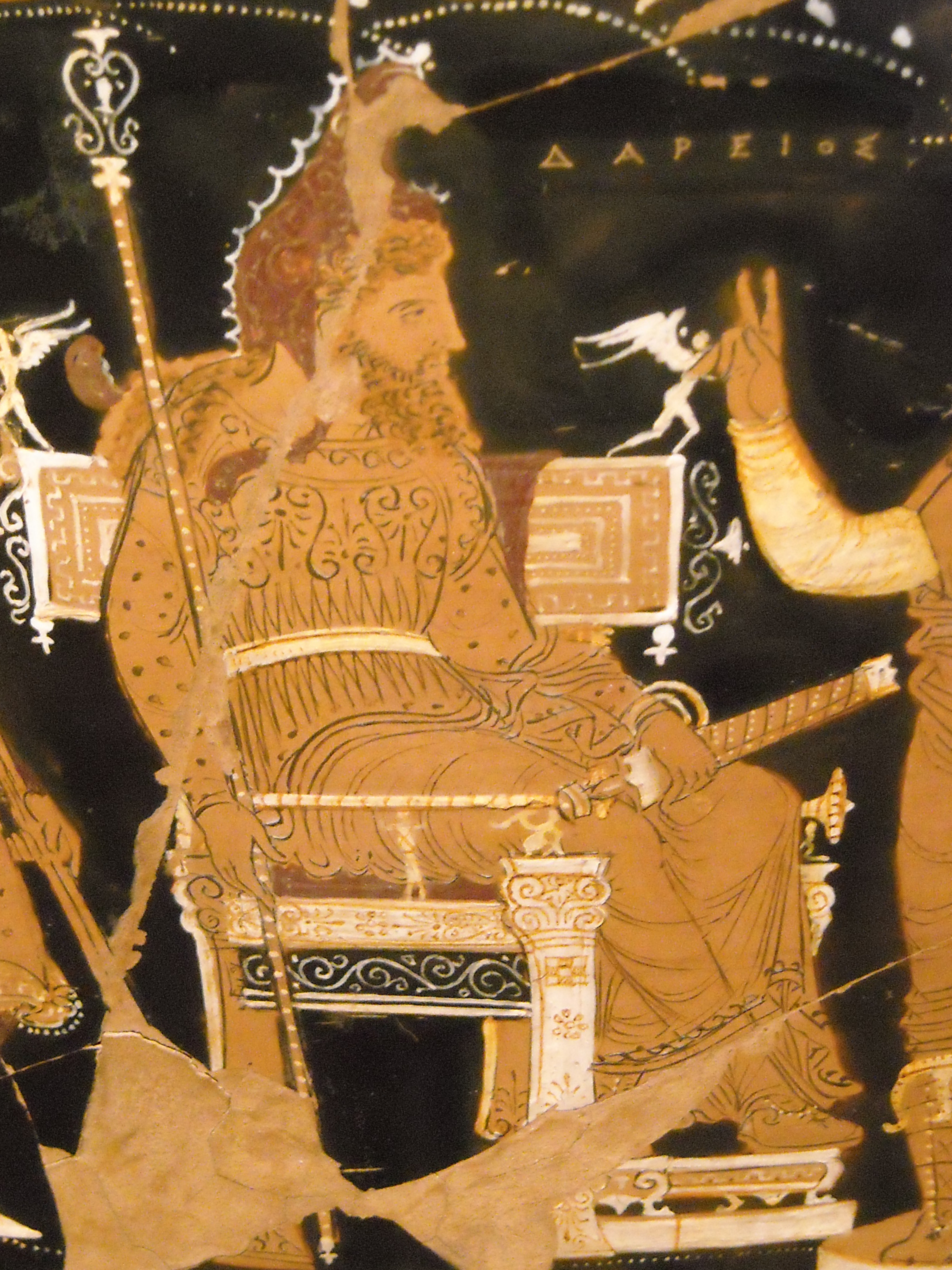
Névadó vázájának részlete a perzsa uralkodó képével

A Dareiosz-festő kompozíciós készsége mellett kiemelkedő rajzoló is volt. Kedvelte az arcok háromnegyedes ábrázolását, az alakok száját és szemét hangsúlyos módon jelenítette meg. Drapériáinak körvonalai tisztán kivehetők, de esetenként megtörnek a test vonalán, ezt a ruhák hullámos szegélyével és esésével ellensúlyozta.
Későbbi munkáin rajzainak vonalvezetése még biztosabbá vált, és drapériáit is szabadabban kezelte. Két nagyméretű vázája a Dareiosz-váza és a Patroklosz temetését megjelenítő voluta-kratér érett stílusának kiemelkedő példái.     
Egy sorozat kehely-kratér előoldalukon mitológiai, hátoldalukon Dionüszosz-jelenetekkel kevésbé lehengerlő hatású mint nagyobb, sokalakos kompozíciói, viszont képek egységesebbek mint sok különálló figurából összeállított jelenetei. 
Műhelyében számos festő dolgozott és képeiken fel is ismerhető a mester hatása, de alkotásaik így is (kevés kivétellel) csak tömegterméknek számítanak. Ugyanazokat a témákat ismételték és megjelenítésük is annyira hasonló, hogy nagyon nehéz az egyes alkotók munkáit elkülöníteni.
Legfontosabb követője az Alvilág-festő volt, akinek névadó vázája egy voluta-kratér rajta Perszephoné és Hadész ábrázolásával az alvilágban. Korai munkái közül három léküthoszon felismerhető az erőteljes stilisztikai hasonlóság a Dareiosz-festő alkotásaival.